# Galiteuthis pacifica
Galiteuthis pacifica  (лат.) — малоизвестный вид кальмаров рода Galiteuthis семейства Кранхииды (Cranchiidae), широко распространён в Индо-Тихоокеанском регионе. Самцы достигают 333 мм в длине мантии. 

## Описание
На руках присоски с ровными краями. У взрослых самцов дистальная половина I и II пар рук имеет сильно увеличенные присоски с небольшой апертурой. На месте соединения воронки и мантии отсутствуют присоски. Как и у других представителей рода Galiteuthis у G. pacifica на концах щупалец находится два ряда крючков без присосок, короткая вершина и хорошо выраженным кистевым отростком. Латеральные фотофоры глаз расположены около зрачка и почти квадратные. 

## Ареал и местообитание
Типовой образец был выловлен у острова Кокос в восточной тропической части Тихого океана. Обитает в тропическом индо-тихоокеанском регионе от западной части Индийского океана до Новой Каледонии, Южной Калифорнии, Панамы и северной части Чили . В Тихом океане ареал простирается на север до 28° с. ш. в центральной части Тихого океана, на 34° с. ш. в Калифорнийском течении и на юг до 30° с. ш. в Перуанском течении .
Встречается на глубинах 700 м и более. Этот вид не осуществляет вертикальную миграцию.